# TOPS-20
TOPS-20 ist ein Timesharing-Betriebssystem für die 36-Bit-Rechnerfamilie der Firma Digital Equipment Corporation, das auf den neueren Zentraleinheiten KL10 und KS10 der PDP-10 eingesetzt werden kann. Die Kombination PDP-10 und TOPS-20 wurde ab 1976 als DECsystem20 eingeführt, die Vermarktung endete mit der Einstellung der gesamten 36-Bit-Produktlinie im Jahre 1983.

## Geschichte
TOPS-20 war keine DEC-Eigenentwicklung, sondern fußte auf einem System, das in der Firma Bolt Beranek and Newman (BBN) für den Eigengebrauch auf den älteren PDP-10-CPUs entstanden war. Dieses System, bekannt unter dem Namen TENEX (Akronym TEN EXtended), unterstützte schon von Anfang an virtuelle Speicherverwaltung (teilweise mit einer selbst entwickelten Paging-Hardware). Außerdem waren die Kommandos sehr lang, sie konnten aber – solange eindeutig – abgekürzt werden, es gab auch schon die Möglichkeit, über die Escape-Taste Kommandos automatisch vervollständigen zu lassen (wie später bei vielen Unix-Shells, beispielsweise tcsh, bei der der Anfangsbuchstabe t als Abkürzung für TENEX steht). TENEX wurde schon länger an vielen Universitäten der USA anstelle von TOPS-10 eingesetzt und war sogar innerhalb der Firma DEC geschätzt. BBN hatte vielfach versucht, sowohl TENEX als auch die selbst entwickelten Hardwarezusätze in die DEC-Produktlinie einfließen zu lassen, jedoch ohne Erfolg. Allerdings erwarb DEC im Jahre 1973 die Rechte an TENEX, ohne dass dies unmittelbar sichtbaren Einfluss auf die Geschäftspolitik hatte. Dennoch wurde sofort mit der Weiterentwicklung von TENEX begonnen, wobei DEC zur Verwirrung der Konkurrenz intern viele verschiedene Codenamen verwendete.
Bei der nächsten Generation der PDP-10-CPUs, der 1974 marktreifen KL10, hatten die DEC-Entwickler eine Paging-Hardware gebaut, die alle Anforderungen erfüllte, die TENEX für seine virtuelle Speicherverwaltung benötigte. Doch auch diese neue Maschine kam zunächst nur mit TOPS-10 auf den Markt. Erst im Januar 1976 später wurde auch ein System mit einem Betriebssystem TOPS-20 angeboten, ohne dass offiziell bekannt gegeben wurde, dass es sich um eine Weiterentwicklung von TENEX handelte. Sowohl DEC-intern als auch bei den Anwendern setzte sich aber für das neue Betriebssystem der inoffizielle Name TWENEX durch. Wie aus der Entwicklung ersichtlich, handelte es sich bei TOPS-20 nicht, wie zunächst zu vermuten ist, um eine Weiterentwicklung von TOPS-10. Beide Betriebssysteme wurden bis in die 1980er Jahre parallel weiter entwickelt.

## Eigenschaften
TOPS-20 hatte zum Zeitpunkt seines Erscheinens Eigenschaften, die in anderen Betriebssystemen teilweise erst Jahre später realisiert wurden:
- Virtuelle Speicherverwaltung mit demand paging
- Verzeichnisnamen/Dateinamen konnten bis zu 39 Zeichen lang sein (vgl. VMS)
- Versionsnummern für Dateien (vgl. VMS)
- Auto-Vervollständigung von Kommandos (vgl. tcsh)
- Kommandointerpreter läuft in einem gewöhnlichen Benutzer-Prozess (vgl. Unix)

### Befehle
(Quelle: )
- ACCESS
- ADVISE
- APPEND
- ARCHIVE
- ASSIGN
- ATTACH
- BACKSPACE
- BLANK
- BREAK
- BUILD
- CANCEL
- CLOSE
- COMPILE
- CONNECT
- CONTINUE
- COPY
- CREATE
- CREF
- CSAVE
- DAYTIME
- DDT
- DEASSIGN
- DEBUG
- DEFINE
- DELETE
- DEPOSIT
- DETACH
- DIRECTORY
- DISABLE
- DISCARD
- DISMOUNT
- EDIT
- ENABLE
- END-ACCESS
- EOF
- ERUN
- EXAMINE
- EXECUTE
- EXPUNGE
- FDIRECTORY
- FORK
- FREEZE
- GET
- HELP
- INFORMATION
- KEEP
- LOAD
- LOGIN
- LOGOUT
- MERGE
- MODIFY
- MOUNT
- PERUSE
- PLOT
- POP
- PRINT
- PUNCH
- PUSH
- RECEIVE
- REENTER
- REFUSE
- REMARK
- RENAME
- RESET
- RETRIEVE
- REWIND
- RUN
- SAVE
- SEND
- SET
- SET HOST
- SKIP
- START
- SUBMIT
- SYSTAT
- TAKE
- TALK
- TDIRECTORY
- TERMINAL
- TRANSLATE
- TYPE
- UNATTACH
- UNDELETE
- UNKEEP
- UNLOAD
- VDIRECTORY

## Hauptmärkte
Die 36-Bit-Familie von DEC wurde anfänglich hauptsächlich an Universitäten und an außeruniversitären Forschungseinrichtungen eingesetzt. Während in den Vereinigten Staaten hier die Betriebssysteme TOPS-10 und TENEX etwa gleich stark vertreten waren, dominierte zu diesem Zeitpunkt in Europa TOPS-10. Mit dem Erscheinen von TOPS-20 sind in Amerika viele TENEX-Installationen schnell auf TOPS-20 übergegangen, ein entsprechender Effekt konnte in Europa wegen der geringen TENEX-Verbreitung nicht auftreten.
Parallel zu diesem traditionellen Markt hat sich das DECsystem20 mit TOPS-20 im kommerziellen Umfeld wegen seiner guten Transaktionsleistungen einen Nischenplatz sichern können. Die Vorteile interaktiven Arbeitens mit preiswerten seriell angeschlossenen ASCII-Terminals waren zunächst nur im akademischen Umfeld erkannt und genutzt worden, jedoch bedienten sich innovative Unternehmen auch dieser Technik. Zu den Kunden gehörten Krankenhäuser und Speditionen. Der Erfolg im kommerziellen Markt konnte noch gesteigert werden, als mit dem DECsystem2020 auf der Basis des KS10-Prozessors ein Rechner aus der Klasse der Superminis mit TOPS-20 auf den Markt kam.